# Klášterec (Olšany)
Klášterec (deutsch Klösterle) ist ein Ortsteil der Gemeinde Olšany in Tschechien. Er liegt neun Kilometer westlich von Šumperk und gehört zum Okres Šumperk.

## Geographie
Klášterec befindet sich am Fuße der Drozdovská vrchovina (Drosenauer Bergland) rechtsseitig der March an deren Eintritt in die Müglitzer Furche (Mohelnická brázda). Das Dorf liegt am Bach Kamenný potok, der zusammen mit dem Hrůzná Voda hier in die March fließt. An der Mündung nimmt der Graben Hraniční strouha seinen Anfang.
Durch den Ort führt die Staatsstraße I/11 von Bludov nach Červená Voda. Östlich verläuft entlang der March die Eisenbahnstrecke von Hanušovice nach Zábřeh bzw. Šumperk, die Bahnstation liegt in Bohutín. Nördlich erhebt sich die Strážnice (516 m), nordöstlich der Burdův vrch (489 m), im Osten die Zbová (445 m), südlich die Zakopanice (461 m) und westlich die Rozsocha (518 m).
Nachbarorte sind Olšany im Norden, Bartoňov und Radomilov im Nordosten, Bohutín im Osten, Bludov und Chromeč im Südosten, Vyšehoří im Süden, Svébohov und Zborov im Südwesten, Horní Studénky im Westen sowie Na Horách im Nordwesten.

## Geschichte
An der alten Verbindung aus dem Marchtal zur Grulicher Furche (Králická brázda) und Schildberg gründete zwischen 1277 und 1289 das Benediktinerkloster Porta Apostolorum ein Zweigkonvent, das von Porta Apostolorum aus verwaltet wurde. Erstmals urkundlich nachweisbar ist das Kloster im Jahre 1349. Es war auf den Schutz durch die umliegenden weltlichen Herrschaften angewiesen und hatte nur einen geringen Landbesitz. Während der Hussitenkriege wurde das Kloster mit der dahinter im 14. Jahrhundert erbauten Kirche der Verkündigung Mariens verwüstet.
Das neben dem Kloster angelegte Dorf wurde 1464 in der Landtafel dem Besitzer der Herrschaften Zábřeh und Brníčko, Georg dem Älteren Tunkl, zugeschrieben. Zum Ende des 15. Jahrhunderts wurde letztmals das Kloster und der Hof Klösterle erwähnt.
Die nach der Zerstörung durch die Hussiten wieder aufgebaute Kirche war bis zum Dreißigjährigen Krieg Pfarrkirche für die umliegenden Dörfer. Seit 1672 ist in Klášterec eine Schule nachweisbar.
Nach der Aufhebung der Patrimonialherrschaften bildete Klášterec/Klösterle ab 1850 eine politische Gemeinde im Bezirk Hohenstadt. Ein Wendepunkt in der Geschichte des Dorfes trat 1862 ein, als oberhalb des Dorfes anstelle der Mühle an der March eine Papierfabrik errichtet wurde. Die Papierfabrik Olleschau entwickelte sich zum größten Arbeitgeber der Region. 1873 wurde die Eisenbahnstrecke von Sternberg nach Grulich eingeweiht. 1905 entstand auf der gegenüberliegenden Marchseite die Bahnstation Bohutín. 1914 wurde die Pfarre in Klösterle wieder eingerichtet. 1930 lebten in Klösterle 232 Menschen.
Nach dem Münchner Abkommen wurde das Dorf 1938 dem Deutschen Reich zugeschlagen und gehörte bis 1945 zum Landkreis Hohenstadt. 1939 hatte Klösterle 285 Einwohner. Nach dem Ende des Zweiten Weltkrieges kam Klášterec zur Tschechoslowakei zurück.
Zu Beginn des Jahres 1961 erfolgte die Auflösung des Okres Zábřeh, seitdem gehört Klášterec zum Okres Šumperk. 1980 wurde das Dorf nach Olšany eingemeindet. 1991 hatte der Ort 211 Einwohner. Im Jahre 2001 bestand Klášterec aus 79 Wohnhäusern und hatte 225 Einwohner.
Die im Museum der Stadt Bojkovice befindliche und als Bojkowitzer Madonna bezeichnete gotische Madonna mit dem Jesuskind stammt aus dem ehemaligen Benediktinerkloster.

## Sehenswürdigkeiten
- Kirche Verkündigung Mariens, frühgotischer Bau aus 14. Jahrhundert
- Friedhofsmauer mit Tor aus dem 19. Jahrhundert
- einzelne Mauerreste des Benediktinerklosters auf dem Friedhof